# 桂應祥沙里院農業大學
桂應祥沙里院農業大學是位於朝鮮民主主義人民共和國的黃海北道之道府沙里院市的一所大学。它設有全日制及函授教育課程，專門培育農業生產及農業科技的人材。

## 歷史
- 成立於1959年9月1日，時稱「沙里院農業大學」。

- 在1990年10月31日，朝鮮民主主義人民共和國中央人民委員會決定以朝鮮著名的遺傳學及蠶學專家桂應祥教授的名字命名，更名為桂應祥沙里院農業大學。

## 結構
- 大學設有「農學系」、「獸醫畜產學系」、「果木學系」及「蠶學系」等10個學系及50多個「教育研究室」，還設有「研究院」、「博士院」及「函授部」等，設有「農業生物學研究所」、「農作物栽培學研究所」、「蠶學研究所等研究所」。

- 圖書館的藏書高達1,000,000冊以上

- 設有出版社，負責出版各種教科書及參考書等教材。

## 著名教員
- 趙弼浩教授，長期從事新品種蠶的飼育方法和桑林營造的研究，他是院士、博士和功勛科學家，著作有50多篇論文和20多部教材及參考書。

## 外部連結
- 《今日朝鮮》“桂應祥沙里院農業大學”介紹